# Francolin à gorge rouge
Pternistis afer
Espèce
Statut de conservation UICN

 LC  : Préoccupation mineure
Le Francolin à gorge rouge (Pternistis afer) est une espèce d'oiseaux de la famille des Phasianidae répandu en Afrique subsaharienne.

## Distribution
Importante zone de distribution dans le centre-sud, le sud-est et le sud de l’Afrique.

Carte de distribution.

## Sous-espèces
Elles se différencient en deux groupes : les francolins à poitrine écaillée noire et blanche (plus grands) et ceux à poitrine vermiculée.

## Groupe à poitrine écaillée
- F. a. afer (Müller, 1776) : (F. a. benguellensis Barboza du Bocage 1893, F. a. chio Meise 1958, F. a. palliditectus White 1958 inclus), ouest de l’Angola et extrême nord de la Namibie. F. a. castaneiventer (Gunning & Roberts, 1911) : (F. a. notatus Robert, 1924, F. a. lehmanni Roberts 1931 inclus), Afrique du Sud (zone côtière de la Province du Cap et Natal).
- F. a. swynnertoni (Sclater, 1921) : est du Zimbabwe et Mozambique au sud du Zambèze.
- F. a. melanogaster (Neumann, 1891) : (F. a. tertius Meise 1934, F. a. aylwinae  White 1947, F. a. loangwae  Grant & Mackworth-Praed 1934 inclus) est de la Tanzanie et Mozambique au nord du Zambèze.
- F. a. leucoparaeus Fischer & Reichenow, 1884 : région côtière du Kenya.

## Groupe à poitrine vermiculée
- F. a. cranchii (Leach, 1818) : (F. a. punctulatus Gray 1834, F. a. itigi Bowen 1930, F. a. manueli White 1945, F. a. mackenziei White 1945, F. a. tornowi Meise 1933, F. a. camabatelae Meise 1958, F. a. intercedens Reichenow,1909, F. a. nyanzae Conover 1929 inclus), de l’ouest du Congo au sud du Zaïre, Angola, sud de l’Ouganda, extrême nord-ouest de la Tanzanie, ouest du Kenya. Tête, cou et dessous vermiculés de gris.
- F. a. harterti (Reichenow, 1909) : ouest de la Tanzanie, Rwanda, Burundi.

## Habitat
Le francolin à gorge rouge occupe toute une gamme d’habitats variant selon la localité : en Afrique du sud, ravins boisés et lisières de forêt sempervirente ; en Zambie, boisements de Brachystegia et de Colophospermum mopane ainsi que zones herbeuses humides ; au Zimbabwe, fourrés et végétation généralement humide ; en RDC et en Ouganda, zones herbeuses parsemées de bosquets ; en Tanzanie, prairies piquetées d’arbres et de buissons ; sur la côte du Kenya, forêt alternant avec des zones herbeuses. Dans les zones de sympatrie avec les francolins de Swainson (F. swainsonii) et à cou jaune (F. leucoscepus), le francolin à gorge rouge fréquente des zones plus humides et à végétation plus dense, surtout le long des cours d’eau (del Hoyo et al. 1994).

## Alimentation
Le régime alimentaire varie aussi en fonction de la localité et de la saison : au Zaïre, surtout de petits tubercules ; en Afrique du Sud, un ensemble de tubercules, bulbes, racines, pousses, baies, fruits, glanure supplémentée d’insectes avec leurs larves dont des termites ; au Zimbabwe, invertébrés, pousses d’herbe et graines pendant les mois chauds et humides et graines, bulbes et racines durant les périodes sèches et fraîches. Il a aussi été observé prélevant des tiques sur des tiges d’herbes (Urban et al. 1986).

## Mœurs
Timide, il garde le couvert des buissons et des boisements, et il peut aussi se nourrir à découvert dans les zones de cultures et le long des routes au petit matin mais de façon plus discrète que les autres francolins à gorge de peau nue et localement (dans le nord de son aire et dans les régions moins peuplées). Il se tient seul, en petits groupes ou s’associe à d’autres francolins, notamment le francolin de Swainson en Afrique du Sud. Le mâle, posé sur le sol ou perché sur une termitière, émet ses vocalises tôt le matin et tard l’après-midi. Il passe la nuit dans les arbres et les buissons mais s’y retire également au plus chaud de la journée. Il répugne à s’envoler, préférant se réfugier en courant vers le couvert. Quand il prend son essor, il vole généralement sur de courtes distances, de 50 à 100 m. Toutefois, s’il est levé par un prédateur terrestre, il peut s’envoler assez haut et trouver abri dans la canopée (Madge & McGowan 2002, Hennache & Ottaviani 2011).

## Voix
L’appel est un sonore kwoor-kwoor-kwoor-kwaaa  lancé à l’aurore et le soir.

## Nidification

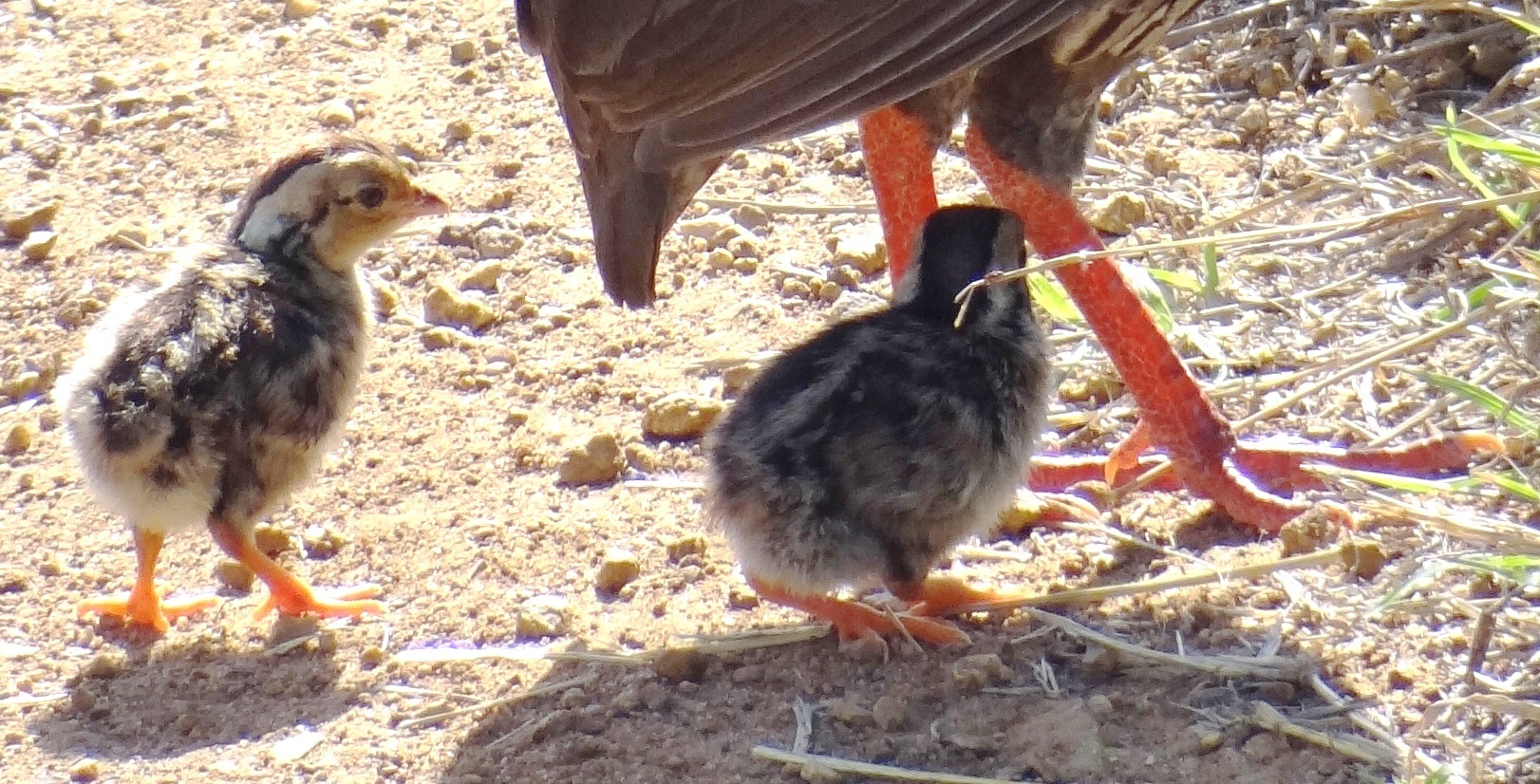
Deux poussins en Tanzanie, dans le parc national de Mikumi.

Le nid consiste en une petite dépression creusée dans le sol et tapissée de brins d’herbe, de feuilles et de plumes. Il est généralement dissimulé dans de hautes herbes sous un buisson. La période de ponte varie selon la distribution et l’habitat mais elle commence généralement à la fin de la saison des pluies afin de bénéficier d’une végétation luxuriante au début de la saison sèche (Madge & McGowan 2002).

## Statut
Cette espèce n’est pas menacée, et même localement commune. La chasse (RDC), la compétition avec le francolin de Swainson (Zimbabwe) ou la destruction des forêts sont cependant responsables de la diminution de sa population.